# Parenyica
A parenyica (szlovákul: parenica) hagyományos szlovák nem érlelt sajt. Félkemény, félzsíros, párolt és általában füstölt sajt, de készítenek nem füstölt változatot is. Krémszíne van, a gőzölés miatt. A sajtot szalagokban gyártják, amit csigaszerű spirálokba tekercselnek fel. A juhtej részaránya a készítés során minimum 50% kell legyen.
Az elnevezése a szlovák parený szóból ered, amelynek jelentése: gőzölt.
Az Európai Unióban a Slovenská parenica oltalom alatt álló földrajzi jelzés (OFJ). A bejegyzés iránti kérelem a sajt jellemzőinek és gyártásának részletes leírásával 2007 októberében jelent meg az Európai Unió Hivatalos Lapjában. Az Európai Bizottság 2008 júliusában döntött a bejegyzésről.

## Fordítás
- Ez a szócikk részben vagy egészben  a   Parenica című angol Wikipédia-szócikk fordításán alapul.  Az eredeti cikk szerkesztőit annak laptörténete sorolja fel. Ez a jelzés csupán a megfogalmazás eredetét és a szerzői jogokat jelzi, nem szolgál a cikkben szereplő információk forrásmegjelöléseként.